# سوینسونین
سوینسونین (به انگلیسی: Swainsonine) یک ترکیب شیمیایی با شناسه پاب‌کم ۵۱۶۸۳ است. و جرم مولی آن ۱۷۳٫۲ می‌باشد.